# Madhava de Sangamagrama
Madhava de Sangamagrama (en malaiàlam: സംഗമഗ്രാമ മാധവൻ) fou un matemàtic indi dels segles XIV-XV.

## Vida i Obra
Poc es coneix de la vida de Madhava. Se sap que era un brahmí de la casta emprāntiri, un grau inferior a la casta suprema dels nampütiris. Els seus successors es refereixen sovint a ell com Gola-vid (el qui coneix l'esfera).
Només han sobreviscut uns pocs dels seus texts astronòmics; els seus descobriments matemàtics es coneixen pel que diuen els seus seguidors de l'escola de Kerala i, bàsicament, són dos: el càlcul del valor del nombre π i el càlcul dels sinus i cosinus.

### Calcúl del valor de π
Hi ha dos mètodes per determinar el valor de π: el clàssic (geomètric), calculant el perímetre dels polígons regulars inscrit i circumscrit a una circumferència (el polígon inscrit ens donarà el valor mínim de π, i el circumscrit el valor màxim; quants més costats tingui el polígon més a la vora estaran els dos valors); i el modern (analític), calculant les aproximacions finites d'una sèrie infinita convergent.
El primer procediment ja havia estat utilitzat en el papir de Rhind (1800 aC) i és el que utilitzen, entre d'altres, Arquimedes (250 aC) i John Wallis (1579 dC). El primer europeu a utilitzar el procediment analític fou James Gregory (1667). El primer matemàtic a utilitzar sèries convergents va ser, doncs, Madhava que va fer servir la sèrie (avui coneguda com a sèrie de Leibniz):
{\displaystyle {\frac {\pi }{4}}=1-{\frac {1}{3}}+{\frac {1}{5}}-{\frac {1}{7}}+\cdots \pm {\frac {1}{2n+1}}\mp \cdots }
i, amb això, va obtenir un valor de π correcte fins al decimal onzè: π = 3.14159265359.
El més impressionant del cas és que Madhava proporciona una sèrie de regles per a millorar l'aproximació:
{\displaystyle {\frac {\pi }{4}}=1-{\frac {1}{3}}+{\frac {1}{5}}-{\frac {1}{7}}+\cdots \pm {\frac {1}{2n+1}}+R_{n}},
essent {\displaystyle R_{n}}:
o {\displaystyle R_{n}={\frac {1}{4n}}}, o bé {\displaystyle R_{n}={\frac {n}{4n^{2}+1}}}, o bé {\displaystyle R_{n}={\frac {n^{2}+1}{4n^{3}+5n}}}
Tots els intents per intentar esbrinar d'un van sorgir aquests termes d'aproximació han resultat infructuosos.

### Càlcul de sinus i cosinus
De la mateixa forma, sembla que Madhava va aproximar els valors del sinus i dels cosinus d'un angle amb sèries infinites. Per les cites que es conserven de les seves obres (obscures i escrites en vers en un idioma poc conegut) sembla que va utilitzar sèries com les de Taylor, Newton o Gregory, i que en notació moderna serien equivalents a:
{\displaystyle \sin x=1-{\frac {x^{3}}{3!}}+{\frac {x^{5}}{5!}}-{\frac {x^{7}}{7!}}+{\frac {x^{9}}{9!}},...}
{\displaystyle \cos x=1-{\frac {x^{2}}{2!}}+{\frac {x^{4}}{4!}}-{\frac {x^{6}}{6!}}+{\frac {x^{8}}{8!}},...}

### L'escola de Kerala
Madhava va ser el fundador d'una escola de matemàtics i astrònoms que va florir a Kerala (sud-oest de l'Índia) fins al segle xviii. El llibre que compendia tots els coneixements d'aquesta escola, publicat el 1732, és el Karanapaddhati de Putumana Somayajin. Al contrari que els tractats matemàtics indis anteriors, escrits en sànscrit, la majoria del tractats de l'escola de Kerala estan escrits en malaiàlam, la llengua autóctona de la regió de Kerala, o, fins i tot, en tàmil. L'escola no ha estat fins recentment objecte d'estudi dels historiadors de la ciència i existeixen milers de manuscrits científics en els repositoris de Kerala i Tamil Nadu que no han estat ni tan sols catalogats. Entra dins del possible que les rutes comercials amb l'Índia creades pels portuguesos a partir del segle xvi, fossin un vehicle des transmissió d'aquests coneixements científics que a Europa van ser coneguts a través de les obres de John Wallis, Pierre de Fermat, Tycho Brahe o Blaise Pascal.

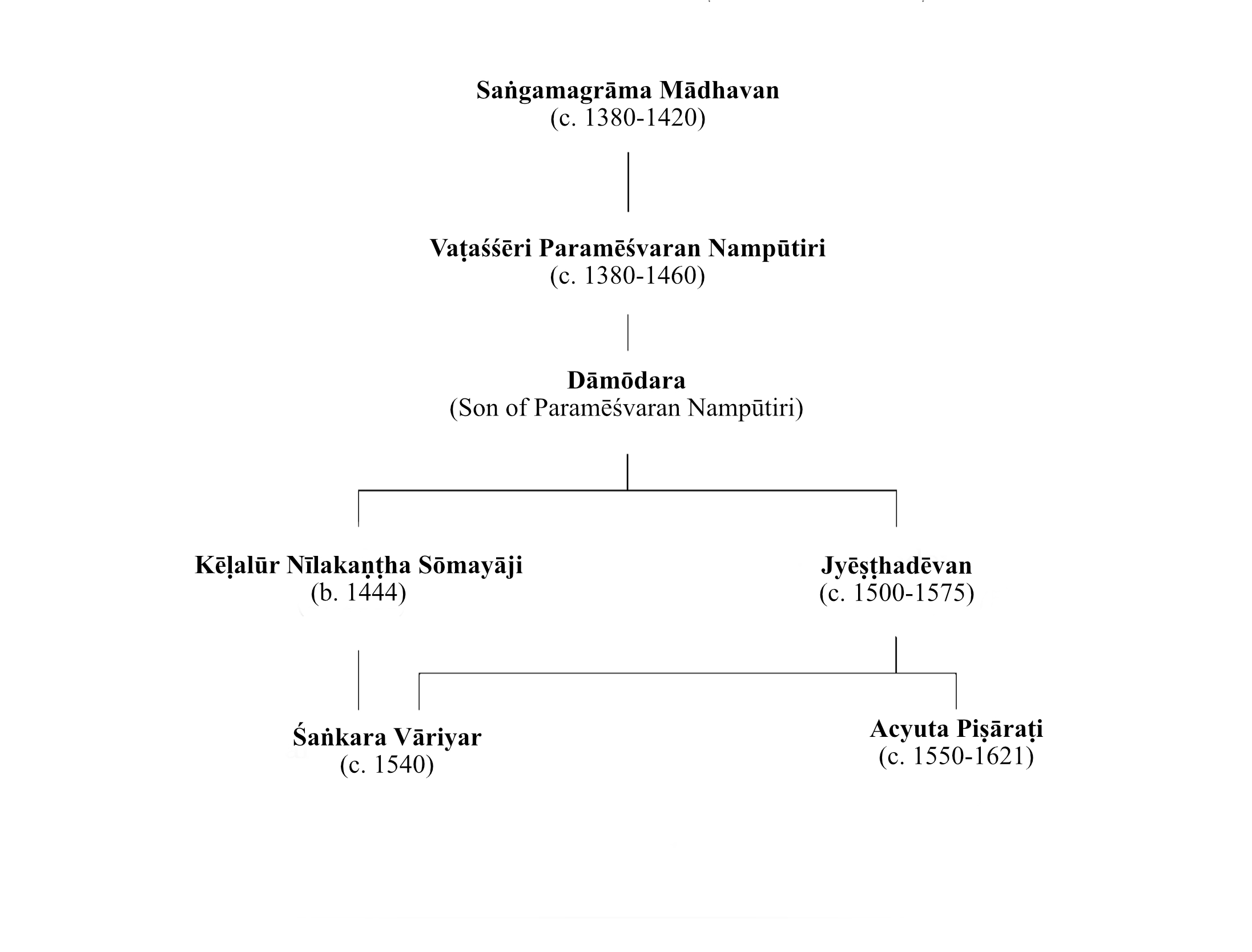
Cadena de mestres de l'Escola de Kerala.

Els exponents més significatius d'aquesta escola, amb les dates aproximades en què van florir, van ser:
- Parameshvara (1340-1425), deixeble directe de Madhava.[17]
- Narayana Pandit (1340-1400)
- Damodara (1410-1510)
- Nilakantha Somayaji (1443-1560)
- Citrabhanu (1475-1550)
- Jyesthadeva (1500-1610), deixeble de Damodara
- Sankara Variyar (1500-1560)
- Acyuta Pisarati (1550-1621), deixeble de Jyesthadeva